# Seine stärkste Waffe
Seine stärkste Waffe ist ein deutscher Action-Stummfilm aus dem Jahre 1928 von und mit Harry Piel.

## Handlung
Harry Petersen ist ein Mann mit Tempo, was man schon daran erkennt, wie er mit seinem Motorrad durch die Gegend saust. Seine stärkste Waffe hingegen ist seine Findigkeit und schnelle Auffassungsgabe, auch seine herzhaft zupackende Art. Harry Petersen hat soeben eine große Erfindung gemacht: Die Lampe ohne elektrische Zuleitung. Im amerikanischen Geschäftsmann Al Kinley erhofft sich Harry einen Finanzier für seine Idee, doch der zeigt sich nicht interessiert. Nachdem es zwischen Harry und einem gewissen Mr. Ginew, einem Finsterling in einer wuchtigen Nobelkarosse mit acht Zylindern, zu einer Karambolage kommt, dringt Petersen ungefragt bei Mr. Kinley vor, um ihn doch noch von seiner Erfindung zu überzeugen. 
Auch Ginew will etwas von Kinley, nämlich ihm gestohlene Antiquitäten verkaufen. Da stört Harry nur, und so zertrümmert der finstere Ginew kurzerhand Harrys drahtlose Lampe, die dieser Mr. Kinley gerade vorführen wollte. Ginew behauptet, dass Harry ein Schwindler sei, woraufhin Kinley den deutschen Ehrenmann kurzerhand vor die Tür setzt. Tausendsassa Harry aber lässt sich nicht einfach so ausbooten, schnappt sich sein Motorrad und fährt kurzerhand mitten in ein Hotel hinein, durch alle Etagen und Flure und über die Treppen und durch die Luft, um den in der Absteige residierenden Ganoven Ginew aufzuspüren. Er findet ihn zwar nicht, dafür aber hat Harry sein Motorrad gründlich zerlegt.
Auf seiner Suche nach Ginew stößt Harry Petersen schließlich in der Dunkelheit auf einen großen Möbeltransporter, dessen Zugmaschine, ein Traktor, kaputt ist. Harry entdeckt, dass Ginew dieses Transportfahrzeug dafür benutzt, um seine gestohlenen Antiquitäten von A nach B zu bringen. Endlich stößt Harry auf seinen Erzfeind: Es kommt zum kurzen Kampf, Ganove Ginew wird festgesetzt, und Harry rettet Mr. Kinley davor, einem Verbrecher gutes Geld in den Rachen zu werfen. Aus Dankbarkeit investiert der amerikanische Geschäftsmann sein gerettetes Vermögen in Harry famose Erfindung. Jetzt endlich kann Harry auch endlich seine Herzdame, die fesche Dolly Helmersum, heiraten.

## Produktionsnotizen
Seine stärkste Waffe passierte am 20. September 1928 die Filmzensur, besaß zehn Akte und war 2835 Meter lang. Der Film erhielt Jugendverbot. Die Uraufführung erfolgte am 25. Oktober 1928 im Ufa-Theater Kurfürstendamm. 
Die Filmbauten entwarf Willi A. Herrmann. Dietrich-Ehemann Rudolf Sieber war Regieassistent, Walter Zeiske und Max Paetz übernahmen die Aufnahmeleitung. Die Titelgraphik gestaltete Marcel Tuszkay.